# Adolf Smekal
Adolf Smekal, de son nom de naissance Adolf Gustav Stephan Smekal, (12 septembre 1895 - 7 mars 1959) était un physicien théoricien d'origine autrichienne, s'intéressant à la physique du solide . Il est connu pour la prédiction de la diffusion inélastique des photons (l'effet Smekal – Raman ).
Adolf Smekal a étudié à la Technische Hochschule, Vienne (1912–1913), a obtenu son doctorat à l' Université de Graz (1913–1917) et a par la suite étudié à l' Université de Berlin (1917–1919).